# Belägringen av Dünaburg
Belägringen av Dünaburg av den ryska armén under tsar Aleksej Michajlovitj utspelades mellan den 18 juli till den 31 juli 1656 under Karl X Gustavs ryska krig. Den 31 maj gjorde ryska trupper juli ett anfall mot fästningen, som pågick under en och en halv timme på natten. De intog fästningen och dödade alla dess försvarare. 
Efter erövringen av Dünaburg (dagens Daugavpils i Lettland) beordrade den ryska tsaren byggandet av en ortodox kyrka och att byta namn på staden till Borisoglebsk. Belägringen följdes av stormningen av Kokenhusen.